# Eugenia arawakorum
Eugenia arawakorum là một loài thực vật có hoa trong Họ Đào kim nương. Loài này được Sandwith mô tả khoa học đầu tiên năm 1932.